# 1649 Fabre
1649 Fabre је астероид главног астероидног појаса са средњом удаљеношћу од Сунца која износи 3,018 астрономских јединица (АЈ).
Апсолутна магнитуда астероида је 12,2.